# Heliga Familjens katolska församling
Heliga Familjens katolska församling är en romersk-katolsk församling, vars område motsvarar Haninge, Nynäshamns och Tyresö kommuner. Församlingen tillhör Stockholms katolska stift och upprättades 1999 av biskop Anders Arborelius. 
I början av 1990-talet startade en mindre katolsk kyrklig verksamhet i Haninge kommun, på initiativ av biskop Hubertus Brandenburg. Det startades en kapellförsamling med expedition och ett mindre kapell. Moderförsamlingen var då Domkyrkoförsamlingen. År 1994 kunde man överta Brandbergens kyrka som Svenska Kyrkan byggt 1978-80. 